# دبکوو
دبکوو (به لهستانی:  Dybków) یک روستا در لهستان است که در گمینا شنگاوا واقع شده‌است. دبکوو ۳۷ نفر جمعیت دارد.